# Grafo social
Este artículo trata sobre las relaciones en las redes sociales. Para conocer el término que abarca todas las relaciones entre individuos en el mundo o la World Wide Web, consulte Red social.

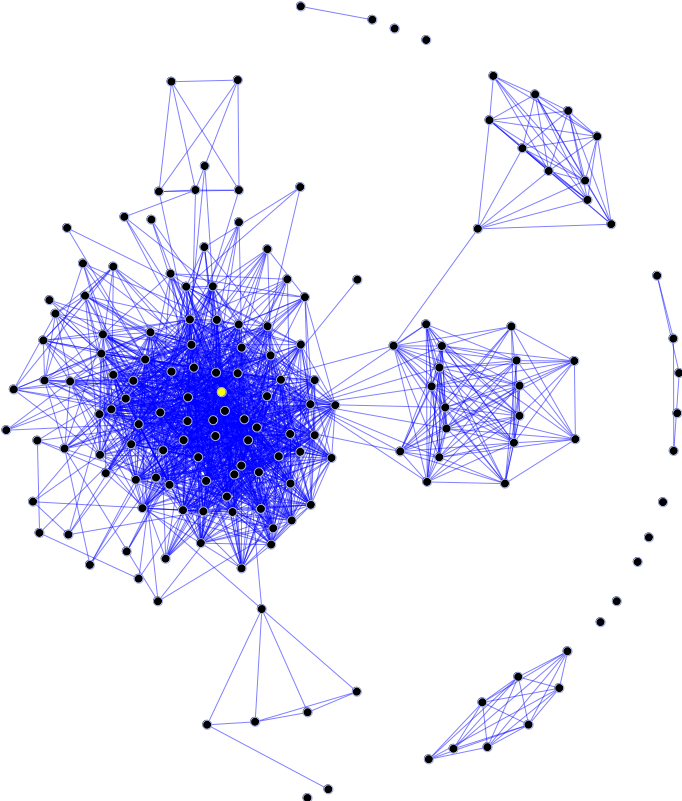
Ejemplo de un grafo social.

El grafo social es un tipo de grafo que representa las relaciones sociales entre diferentes entidades. En síntesis, es un modelo o representación de una red social, sustentada en la teoría de grafos. Este término se ha descrito como «el mapa global de todo el mundo y cómo están relacionados». El concepto ya era utilizado en 1964, aunque en el contexto de las isoglosas. Asimismo, Leo Apostel usó dicho concepto, originalmente llamado sociograma, en este contexto durante el año 1978.

Esta animación muestra los diferentes tipos de relaciones entre objetos sociales. La usuaria Eva es amiga de Adam y Kate, aunque Adam y Kate no son amigos. La foto de Peter le gustó a muchos usuarios, incluida Eva. También Eva escuchó la radio Last.fm y vio el video de YouTube.

Posteriormente, fue popularizado cuando Mark Zuckerberg, fundador de Facebook, lo utilizó para referirse a la red social de relaciones entre los usuarios del servicio de redes sociales proporcionados por Facebook.  Ello ocurrió en el marco de la conferencia Facebook F8, el 24 de mayo de 2007, cuando fue utilizado para explicar que la plataforma de Facebook se beneficiaría del gráfico social, tomando ventaja de las relaciones entre los individuos que Facebook ofrece para ofrecer una rica experiencia en línea. Aquella ha sido la definición más amplia para referirse a un gráfico social de todos los usuarios de Internet.
El grafo social es un concepto abstracto que describe las relaciones entre las personas en línea, en contraposición a la idea de una red social, que describe las relaciones en el mundo real. Los dos conceptos son muy similares, pero existen algunas diferencias de menor importancia. Por ejemplo, el gráfico social es digital y, más importante aún, se define explícitamente por todas las conexiones en cuestión.

## Problemas
Se han presentado varios problemas con respecto a la implementación existente del gráfico social propiedad de Facebook. Por ejemplo, actualmente, un servicio de redes sociales desconoce las relaciones que se forjan entre personas en un servicio diferente. Esto crea una experiencia en línea que no es perfecta y, en cambio, proporciona una experiencia fragmentada debido a la falta de un gráfico disponible abiertamente entre servicios. Además, los servicios existentes definen las relaciones de manera diferente.
A partir de 2010, el gráfico social de Facebook es el conjunto de datos de redes sociales más grande del mundo, y contiene el mayor número de relaciones definidas entre el mayor número de personas entre todos los sitios web porque es el servicio de redes sociales más utilizado en el mundo. La preocupación se ha centrado en el hecho de que el grafo social de Facebook es propiedad de la empresa y no se comparte con otros servicios, lo que le da una gran ventaja sobre otros servicios y evita que sus usuarios se lleven su grafo a otros servicios cuando lo deseen, como cuando un usuario no está satisfecho con Facebook. Google ha intentado ofrecer una solución a este problema creando la API Social Graph, lanzada en enero de 2008, que permite a los sitios web extraer información públicamente disponible sobre una persona para formar una identidad portátil del individuo, con el fin de representar la identidad en línea de un usuario. Sin embargo, esto no experimentó la aceptación deseada por Google y, por lo tanto, se retiró en 2012. Facebook presentó su propia API Graph en la conferencia f8 de 2010. Ambas empresas monetizan los conjuntos de datos recopilados a través del marketing directo y el comercio social. En diciembre de 2016, Microsoft adquirió LinkedIn por $ 26,2 mil millones.

## Open Graph
La API Graph de Facebook permite que los sitios web extraigan información sobre más objetos que simplemente personas, incluidas fotos, eventos y páginas, y sus relaciones entre ellos. Esto expande el concepto de gráfico social a algo más que las relaciones entre individuos y, en cambio, lo aplica también a objetos virtuales no humanos entre individuos.